# Топтани, Садия
Садия Топтани (алб. Sadije Toptani; 28 августа 1876, Тирана, Османская империя — 25 ноября 1934, Дуррес, Албанское королевство) — мать короля Албании Ахмета Зогу, правившего страной с 1 сентября 1928 по 1939 год.

## Биография
Садия, также известная как Хадиджа, происходила из влиятельнейшей албанской семьи Топтани, она была дочерью Салах-бея Топтани (1843—1910) и его жены Аннии Топтани (1855—1899), которая также принадлежала к роду Топтани по рождению. Кроме того, Садия приходилась двоюродной сестрой Эссад-паши Топтани, важной фигуре в истории Албании. Она стала второй супругой Джемал-паши Зогу после смерти его первой жены — Мелек Ханум.
После того, как её сын Ахмет был провозглашён королём Албании в 1928 году, Садие был присвоен титул «королевы-матери албанцев» (алб. Nëna Mbretëreshë e Shqiptarëve), к ней надлежало обращаться как к «Вашему Величеству». Этот титул она носила до самой своей смерти. Садия следила за королевской кухней, в частности, за тем, чтобы её сын не был отравлен. Садия официально покровительствовала организации «Gruaja Shiqiptare», занимавшейся защитой прав женщин в Албании.
Садия скончалась в королевской резиденции в Дурресе и была похоронена в Тиране на следующий день. Для неё был построен королевский мавзолей, который был разрушен албанскими коммунистическими силами 17 ноября 1944 года.

## Семья
У Джемал-паши Зогу и Садии Топтани было семеро детей: один сын (Ахмет Зогу (8 октября 1895—9 апреля 1961) и шесть дочерей: Адиля Зогу (25 февраля 1893—6 февраля 1966), Нафия (25 октября 1896—21 марта 1955), Ксения (15 ноября 1903—15 апреля 1969), Музейен (6 февраля 1905—10 апреля 1969), Рухия (20 марта 1906—31 января 1948) и Маджида (20 марта 1907—4 января 1969). Адиля вышла замуж за Эмин-бея Аголи-Дошишти, Нафия — Цено-бея Крюэзиу, Ксения — за Мехмета Абид-эфенди. Музейен, Рухия и Маджида же никогда не были замужем.